# Pleospora
Pleospora Rabenh. ex Ces. & De Not. – rodzaj workowców z klasy Dothideomycetes.

## Charakterystyka
Przedstawiciele występują na całym świecie. Niektóre gatunki są saprotrofami, większość słabymi pasożytami roślin, polifagami powodującymi plamistość liści oraz owoców w przechowalniach. Najczęściej ich żywicielami są rośliny z rodziny bobowatych. Ich anamorfy dawniej zaliczano do rodzaju Stemphylium.

## Systematyka i nazewnictwo
Pozycja w klasyfikacji według Index Fungorum: Pleosporaceae, Pleosporales, Pleosporomycetidae, Dothideomycetes, Pezizomycotina, Ascomycota, Fungi.
Synonimy:
- Cleistotheca Zukal
- Cleistothecopsis F. Stevens & E.Y. True
- Macrospora Fuckel[3].

Gatunki występujące w Polsce
- Pleospora abscondita Sacc. & Roum. 1881
- Pleospora ambigua (Berl. & Bres.) Wehm. 1951
- Pleospora ascodedicata L. Holm & Nograsek 1990
- Pleospora discors (Durieu & Mont.) Ces. & De Not. 1863
- Pleospora helvetica Niessl 1876
- Pleospora microspora Niessl 1876
- Pleospora petiolorum Fuckel 1870[4]
- Pleospora scirpicola (DC.) P. Karst. 1873
- Pleospora vitalbae (De Not.) Berl. 1888

Nazwy naukowe na podstawie Index Fungorum. Wykaz gatunków według W. Mułenki i in. Autorzy zastrzegają, że jest to tylko lista wstępna, niepełna.